# Volker Graul
Volker Graul, né le 18 juin 1952 à Gütersloh en Rhénanie-du-Nord-Westphalie et mort le 22 mai 2022 à Bad Rothenfelde, est un joueur de football allemand.